# Ільїнські джерела
Ільїнські джерела (рос. Ильинские источники) — ботанічна пам'ятка природи місцевого значення, що розташована в Білокалитвинському районі Ростовської області Росії. Оголошена відповідно до Рішення Ростовського облвиконкому № 313 від 23.08.1985 р. та Ростовської облради № 83 від 26.05.1993 р.

## Опис
Пам'ятка природи розташована на правому березі річки Березової, на землях колгоспу «Прогрес». Утворена з метою збереження та відновлення цінних в господарському, науковому і культурному аспектах видів рослин і тварин, рідких представників флори та фауни.
Місцевість зі збереженою деревно-чагарниковою і трав'янистою рослинністю. Схил порушений декількома ярами.
Має пізнавальне, ґрунтоутворююче та водорегулююче значення. Стан задовільний.